# Museu de les Artesanies de Atzeneta d'Albaida
El Museu de les Artesanies: pedra-campanes-espart, es un museo, reconocido como tal desde octubre de 2011, situado en la localidad de Adzaneta de Albaida, en la comarca del Valle de Albaida, que tiene su sede en dos ubicaciones, un antiguo matadero datado de 1930 y obra del arquitecto Javier Goerlich Lleó; y un antiguo lavadero restaurado para realizar en él conferencias, exposiciones y talleres.

## Historia  y descripción
El Museu de les Artesanies surge del deseo de poner en valor y dar a conocer los sectores artesanos en los que se basó el desarrollo económico de la localidad y pueblos de alrededores. La Colección Museográfica Municipal, origen del actual Museo, está dedicada a los trabajos artesanales del municipio, desde el trabajo del esparto documentado ya en época musulmana, pasando por el trabajo de la piedra desde el siglo XVII, y finalizando con la saga de los campaneros Roses y la su fundición de bronces, mundialmente conocida.
Es por ello que en su nombre se habla de "piedra, campanas y esparto", la piedra porque tanto en Adzaneta como en Carrícola se pueden encontrar canteras en las que se extraían piedras para la elaboración de muelas de molino, losas de enlosar, etc.
Las campanas porque en Adzaneta se ubica una de las fundiciones más importantes de la Comunidad Valenciana, la de la familia Roses y que estuvo en funcionamiento desde 1821 a 1972.
El esparto porque ésta era una actividad económica que solía utilizarse para complementar los ingresos familiares. Fue durante los siglos XVIII, XIX y XX cuando este sector creció considerablemente dando lugar a manufacturas de alfombras, serones, capazos, etc.
Forma parte de la Red de Museos Etnológicos Locales de la Diputación de Valencia, por un acuerdo local desde el año 2017.
El museo apuesta por conseguir la mayor accesibilidad posible, y para ello realiza un abanico de actividades y acciones entre las que podemos destacar la apertura gratuita con motivo del Día Internacional de los Museos,con  visitas guiadas con intérpretes de lengua de signos, mediante una selección de videos sobre el contenido de su colección museográfica, con el objetivo de acercar este pequeño museo a las personas sordas y facilitar así su acceso a la cultura. El proyecto contó  con la colaboración y el asesoramiento de la Federación de Personas Sordas de la Comunitat Valenciana (Fesord CV).O  ser el punto de origen de rutas turísticas como la Ruta de los lavaderos.